# Bimbo Manuel

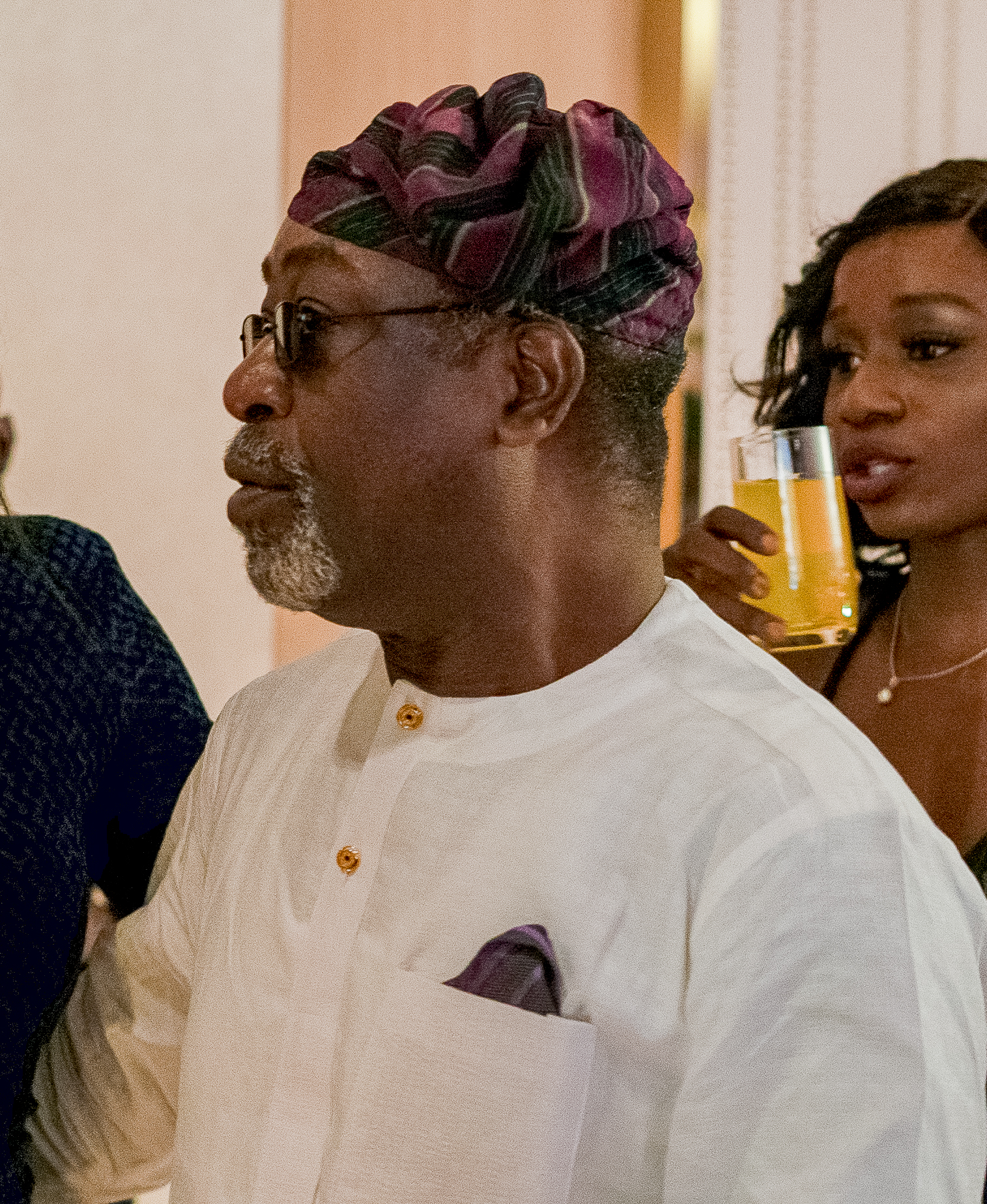
Bimbo Manuel at 2021 AMA Award 02

Bimbo Manuel (nacidop el 30 de octubre de 1958) es un actor nigeriano.

## Carrera
Bimbo es oriundo del Estado de Lagos. Después de graduarse de Teatro en la Universidad de Port Harcourt, comenzó su carrera en 1985 como locutor en Ogun State Broadcasting Corporation (OGBC). Posteriormente, se unió a Ogun State Television (OGTV) antes de comenzar su carrera como actor en 1986.

## Filmografía seleccionada

### Cine
- Tango with Me (2010)
- Heroes & Zeros (2012)
- Torn (2013)
- Broken
- Dazzling Mirage  (2014)
- Render to Caesar (2014)
- October 1 (2014)
- Heaven's Hell (2015)
- Shijuwomi (2015)[8][9][10]
- 93 Days (2016)
- Banana Island Ghost (2017)[11]
- Levi (película) (2019)

### Televisión
- Checkmate
- Fuji House of Commotion
- Tinsel
- Castle and Castle